# Ивановка (Хохольский район)
Ивановка — село в Хохольском районе Воронежской области России. Входит в состав Гремяченского сельского поселения.

## История
Село возникло в конце XVIII века. Своё название оно получило от владельца Ивана Черткова.

## География
Село находится в северо-западной части Воронежской области, в лесостепной зоне, в пределах Среднерусской возвышенности, на берегах реки Еманча, к западу от реки Дон, на расстоянии примерно 15 километров (по прямой) к юго-юго-востоку (SSE) от посёлка городского типа Хохольский, административного центра района. Абсолютная высота — 130 метров над уровнем моря.
Часовой пояс
Село Ивановка, как и вся Воронежская область, находится в часовой зоне МСК (московское время). Смещение применяемого времени относительно UTC составляет +3:00.

## Население
| 1859 | 2010 |
| ---- | ---- |
| 575  | ↘75  |

Гендерный состав
По данным Всероссийской переписи населения 2010 года в гендерной структуре населения мужчины составляли 56 %, женщины — соответственно 44 %.
Национальный состав
Согласно результатам переписи 2002 года, в национальной структуре населения русские составляли 100 %.

## Улицы
Уличная сеть села состоит из пяти улиц и одного переулка.